# JHSF
JHSF é uma empresa brasileira que atua nos setores de shopping centers, incorporação imobiliária, hotelaria e gastronomia. Fundada em 1972 com o nome JHS, a empresa está voltada para o público de alta renda, com foco em investimentos geradores de renda recorrente (tais como a renda de aluguéis). A empresa atua no Brasil, nos Estados Unidos e no Uruguai. 
Foi a primeira empresa do ramo imobiliário brasileiro a priorizar os chamados ativos com renda recorrente -  exploração de shopping centers, um aeroporto e hotéis, além dos projetos imobiliários. 
Ao longo de sua história, a companhia contabilizou mais de 6 milhões de metros quadros construídos e, em 2017, apresentava um valor de mercado em bolsa de, aproximadamente, R$ 1,20 bilhão. 

## História
A empresa foi fundada na cidade de São Paulo em 1972 pelos irmãos Fábio e José Roberto Auriemo, juntamente com outros dois sócios. Inicialmente sob o nome de JHS a companhia atuava principalmente prestando serviços de construção e incorporação. 
Em 1990 houve uma cisão na empresa. Fábio Auriemo assumiu o controle da operação da companhia que passou a se chamar JHSF e manteve o foco de suas operações no mercado imobiliário. José Roberto seguiu à frente da outra companhia resultante da cisão, a JHSJ. 
Em 2001 a empresa ampliou sua operação e passou a atuar na área de shoppings centers, A JHSF foi a responsável pela construção e pela operação do Shopping Metrô Santa Cruz em São Paulo, considerado o primeiro shopping center do país integrado a uma estação de metrô. 
Dois anos depois, José Auriemo Neto, primogênito de Fábio Auriemo, assume o comando da companhia com apenas 27 anos de idade, intensificando a atuação no mercado de luxo e alta renda. Zeco, como é conhecido, foi o responsável por desenvolver a divisão de estacionamentos da empresa, o Park Bem, aos 17 anos e, aos 22, já era diretor da área de shopping centers. 
Em 2006, a JHSF lançou o complexo Cidade Jardim, onde fica o Shopping Cidade Jardim, principal referência no mercado de luxo do país. Além do shopping, o complexo é composto por nove torres residenciais que fazem parte do condomínio de alto padrão Parque Cidade Jardim, e três torres comerciais que compõem o Cidade Jardim Corporate Center. 
No ano seguinte, após uma Oferta Pública de Ações (OPA), a companhia abriu capital e passou a ter suas ações negociadas no Novo Mercado da BMF&Bovespa. 
Ainda em 2007, a JHSF adquiriu participação majoritária dos hotéis do grupo Fasano. Anos mais tarde, em 2014, assumiu também o controle acionário dos restaurantes do grupo. 

No final do mesmo ano, a JHSF inaugurou o empreendimento Fazenda Boa Vista, um condomínio residencial de veraneio com 12 milhões de metros quadrados, no município de Porto Feliz, em São Paulo. O Fazenda Boa Vista é considerado o condomínio mais luxuoso do Brasil.
No ano seguinte, a companhia inaugurou em Salvador, na Bahia, o Complexo Horto Bela Vista, composto por torres residenciais, uma escola e um shopping center, considerado o terceiro maior da Bahia. 
A JHSF também atua como controladora do Shopping Ponta Negra, um dos principais shopping centers de Manaus, no Amazonas. 
Em 2010, o Shopping Metrô Santa Cruz foi vendido para a BRMalls; em 2016, o grupo Hemisfério Sul Investimentos concluiu a compra do Shopping Metrô Tucuruvi. Com isso, a JHSF consolidou seu foco no mercado de alta renda. 
Em 2014, a JHSF inaugurou o Catarina Fashion Outlet, primeiro outlet do Brasil voltado para o segmento de luxo. O shopping faz parte do projeto que inclui o São Paulo Catarina Aeroporto Executivo, primeiro aeroporto privado para a aviação executiva no país.  
No mesmo ano, Eduardo Camara, até então vice-presidente, assumiu como diretor-presidente da holding e José Auriemo Neto, até então diretor-presidente, passou a atuar como presidente do conselho de Administração. 
Camara permaneceu no cargo até fevereiro de 2018, quando foi substituído por Thiago Alonso de Oliveira, que permaneceu no cargo até o início de 2024. Augusto Martins assumiu o posto de diretor-presidente da empresa em fevereiro deste ano. 
Também em 2018, houve a inauguração da segunda expansão do Catarina Fashion Outlet de luxo, se tornando o maior empreendimento no segmento outlet do país. No mesmo ano, foi concluída a venda de cinco participações minoritárias em ativos de shoppings para a XP Malls, com um valor aproximado de R$ 650 milhões.
Em dezembro de 2019, foi inaugurado o aeroporto executivo São Paulo Catarina, primeiro aeroporto executivo privado do país. Localizado em São Roque, o Catarina tem capacidade para receber jatos executivos intercontinentais, e faz parte do Empreendimento Urbanístico Integrado Catarina, composto também pelo Shopping Catarina Fashion Outlet e pelo Catarina Corporate Center.  Em 2021, o aeroporto executivo recebeu aprovação para operar também vôos internacionais.
Também em 2019, aconteceu o lançamento do empreendimento Fasano Cidade Jardim que, localizado dentro do Complexo Cidade Jardim, reúne residencial, hotel e clube.
No mesmo ano, foi lançado o Boa Vista Village, expansão do Complexo Boa Vista. O empreendimento alinha demandas de tecnologia e sustentablidade e oferece novas amenidades, como centro hípico, cinema, teatro e uma piscina para prática de surfe, com tecnologia PerfectSwell, que gera ondas de até 2,75m de altura, em  ambiente controlado, e é considerada a piscina de surfe de melhor performance do mundo.
No primeiro semestre de 2020, a JHSF inaugurou o CJ Shops, shopping integrado ao Hotel Fasano. O empreendimento que foi criado para funcionar tanto no ambiente digital quanto no físico é uma parceria entre a JHSF e a XP Malls Fundo de Investimentos Imobiliários, que detém 30% do negócio. O CJ Shops abriga as primeiras lojas das francesas Isabel Marant e Ines de La Fressange no Brasil, além da primeira Balmain masculina do mundo. 
No final do mesmo ano, a JHSF adquiriou 67% da Usina São Paulo, um dos principais projetos do Governo de São Paulo para a despoluição do Rio Pinheiros. A Usina conecta as duas margens do Rio Pinheiros e portanto, é importante para o Shopping Cidade Jardim e demais empreendimentos da companhia na região.
Ainda em 2021, houve o pré-lançamento do Boa Vista Estates, o terceiro e mais luxuoso empreendimento do Complexo Boa Vista, combinando  estâncias, lotes e residências. 

## Atuação internacional
Entre os empreendimentos desenvolvidos pela JHSF Internacional estão o Fasano Fith Avenue, em Nova York, e a incorporação imobiliária do condomínio residencial Las Piedras, em Punta del Este, no Uruguai. 
Em 2021, A JHSF inaugurou o Fasano Fifth Avenue, na cidade de Nova Iorque, Estados Unidos. O hotel que está disponível apenas para membros do Clube Fasano ou através de indicações de membros. Em 2022, o Fasano Fith Avenue entrou para a lista dos 8 melhores hotéis de Nova Iorque, segundo a Vogue America.
Com foco na expansão internacional, no mesmo ano, a JHSF adquiriu um prédio art déco, em Miami Beach, em uma das transações de hóteis mais caras desde que a pandemia começou, segundo uma publicação especializada. O objetivo da compra é a abertura do Fasano Miami, projetada para 2024.

## Empreendimentos administrados
- Parque Cidade Jardim - São Paulo
- Fazenda Boa Vista - Porto Feliz
- Boa Vista Village - Porto Feliz
- Shopping Cidade Jardim - São Paulo
- CJ Shops Jardins - São Paulo
- Catarina Fashion Outlet - São Roque
- Shopping Bela Vista - Salvador
- Shopping Ponta Negra - Manaus
- Hotéis do grupo Fasano
- Restaurantes do grupo Fasano
- Shops Jardins
- Shops Faria Lima
- São Paulo Catarina Aeroporto Executivo Internacional
- Varejo: Emilio Pucci, Aquazzura, Brunello Cucinelli, Balmain, Celine

## Prêmios
- 2012- Cidade Jardim ganha prêmio de Melhor perfil ambiental do selo Aqua [68]
- 2012- JHSF ganha o prêmio PINI na categoria "Ousadia Planejada"  [69]
- 2012- JHSF vence o anuário Época Negócios 360, na categoria "Melhor Empresa do Brasil" no setor de imóveis [70][71]
- 2012- O edifício Vitra é incluído entre os 10 melhores edifícios residenciais do mundo, pela Worth Magazine [72]
- 2014- A companhia recebe o Prêmio PINI de melhor incorporadora do Brasil [73]
- 2014- O Catarina Fashion Outlet ganha prêmio "Destaque em outros formatos" no Fórum Brasileiro de Shopping Centers  [74]
- 2021- A JHSF recebe o prêmio "Melhores e Maiores" da Exame,  na categoria imobiliário.[75]